# Vikaspedia
Vikaspedia — интернет-портал по социальным темам, информационный гид от Правительства Индии, предлагает материалы по сельскому хозяйству, здравоохранению, образованию, социальному обеспечению, энергетике и услугам электронного правительства. Сначала предоставлял материалы на 5 языках Индии, впоследствии количество языков было увеличено до 23 (английский, ассамский, телугу, хинди, бенгали, гуджарати, каннада, малаялам, тамильский, бодо, догри, санскрит, кашмирский, конкани, непальский, ория, урду, майтхили, манипури, сантали, синдхи, панджаби и Маратхи).
Сайт запущен 18 февраля 2014 года. Название портала является производным от слов «Vikas» («Развитие» на санскрите) и «encyclopedia». Уникальность портала заключается в том, что он предоставляет информацию по каждой из 6 тем на каждом из локальных языков.
Сайт разработан хайдарабадским отделением Центра развития передовых вычислений (C-DAC) и управляется Департаментом электроники и информационных технологий Министерства коммуникаций и информационных технологий.